# Enrico Clementi
Enrico Clementi (* 19. November 1931 in Cembra; † 30. März 2021) war ein italienischer theoretischer Chemiker (Quantenchemie).
Clementi studierte Chemie an der Universität Pavia, an der er 1954 promovierte, und war als Post-Doktorand bei Giulio Natta, M. Kasha, Kenneth Sanborn Pitzer und Robert Mulliken. Clementi war 1961 bis 1991 bei IBM in der Forschung. Dort war er für wissenschaftliches Rechnen in der Atomphysik und Quantenchemie zuständig und bis 1974 Manager der Abteilung wissenschaftliches Rechnen im Almaden-Forschungszentrum von IBM in San José. Darunter fiel auch Forschung über Parallelcomputer, Biophysik und Hydrodynamik. 1974 bis 1979 leitete er die Computerchemie beim Istituto Donegani von Montedison in Novara und 1979 bis 1991 war er an den IBM Forschungszentren Poughkeepsie und Kingston (New York).
1992 bis 2000 war er Professor an der Universität Straßburg (Universität Louis Pasteur, Labor METECC). 1991 bis 1994 war er auch in der Forschungsgruppe Chimica Computazionale in Cagliari.
1984 hatte er eine Forschungsprofessur am Rensselaer Polytechnic Institute. 1981 war er Präsident der International Society of Quantum Biology.
Clementi implementierte Anfang der 1960er Jahre Hartree-Fock-Programme für die Quantenchemie bei IBM, die er zur freien Verwendung verbreitete (auch in Tabellenwerken). Von ihm stammen erste systematische Abschätzungen zur Korrelationsenergie von Atomen und Molekülen und 1963 implementierte er auch früh Dichtefunktioinalmethoden für die Atomphysik und Quantenchemie und ebenso ab Anfang der 1970er Jahre Codes für Molekulare Dynamik und Monte-Carlo-Verfahren (ebenfalls zur freien Verfügung).
In den 1980er Jahren war er an Parallelrechner-Architektur beteiligt (LCAP 1, LCAP 2, LCAP-3090, wobei LCAP für Loosely coupled array of processors steht) und implementierte Parallelsoftware für Quantenchemie und molekulare Dynamik.
Er war Mitglied der International Academy of Quantum Molecular Science und erhielt die Schrödinger Medal (1987). 1970 wurde er IBM Fellow, 1987 erhielt er die Dirac-Medaille von WATOC und 2001 erhielt er den Humboldt-Forschungspreis. 1984 wurde er Fellow der American Physical Society. 1999 wurde er Ehrendoktor in Namur.

## Schriften
- Tables of Atomic Functions, IBM Journal of Research and Development, Special Supplement, Band  9, Nr. 1, 1965
- Ab Initio Computations in Atoms and Molecules,  IBM Journal of Research and Development, Band 9, 1965, Nr. 1, S.: 2–19.
- mit C. Roetti: Tables of Roothaan-Hartree-Fock Wavefunctions, Special Issue in Atomic Data and Nuclear Data Table, Academic Press, New York, 1974
- mit D.  Logan, J. Saarinen: lCAP 3090: Parallel processing for large-scale scientific and engineering problems, IBM Systems Journal, Band 27, 1988, S. 475–509
- Determination of Liquid Water Structure, Coordination Numbers for Ions and Solvation for Biological Molecules, in: Lecture Notes in Chemistry Band 2, Springer 1976
- Computational Aspects for Large Chemical Systems, Lecture Notes in Chemistry, Band 19, Springer 1980